# Trois préludes
 (janvier 2023).
Si vous disposez d'ouvrages ou d'articles de référence ou si vous connaissez des sites web de qualité traitant du thème abordé ici, merci de compléter l'article en donnant les références utiles à sa vérifiabilité et en les liant à la section « Notes et références ».
Pour l’article homonyme, voir Trois préludes (homonymie).

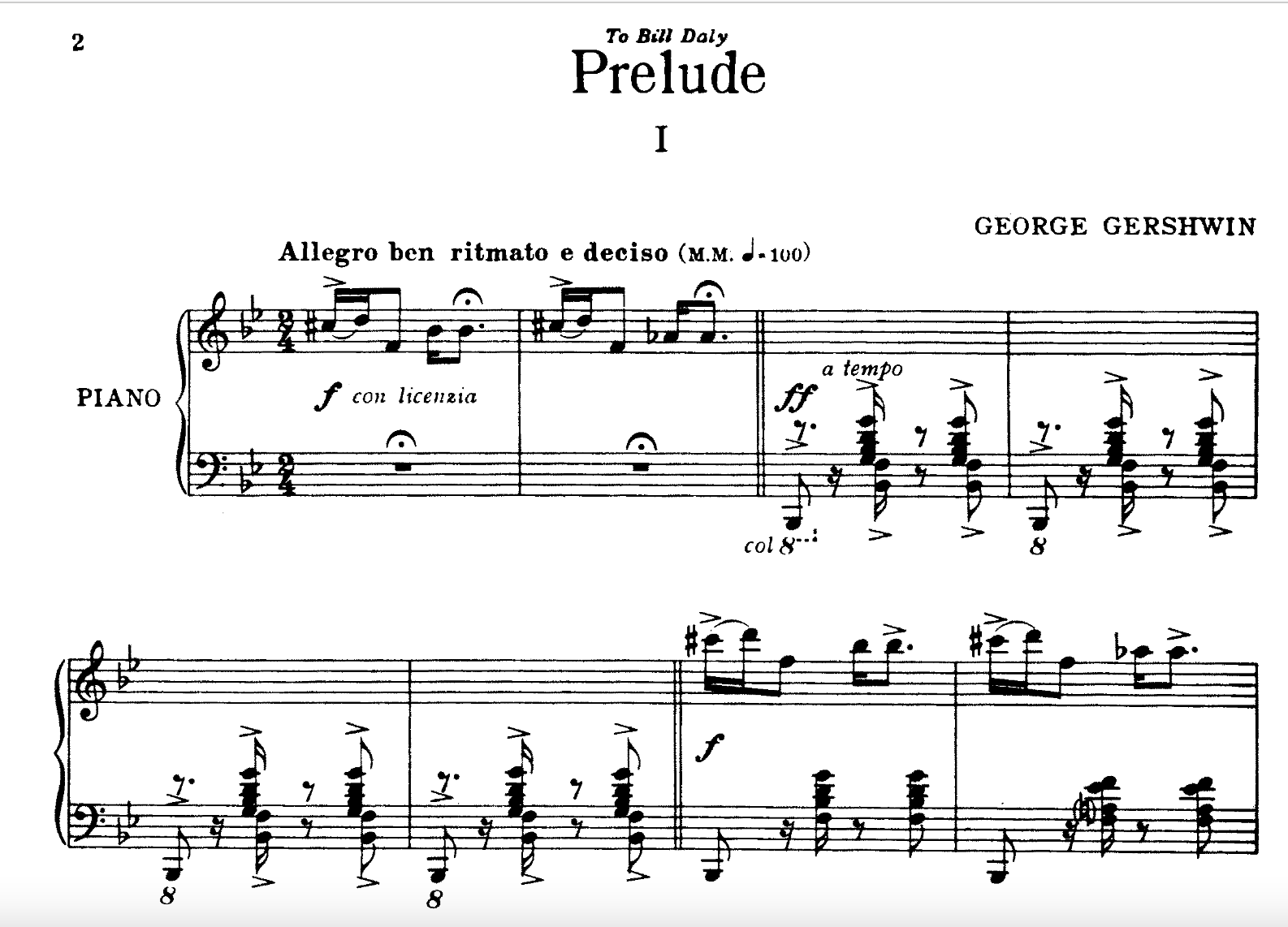
Le premier prélude de George Gershwin : partition de l'IMSLP (International Music Score Library Project (Projet de bibliothèque internationale de partitions).

Les Trois préludes sont des courtes pièces pour piano par George Gershwin. Ils ont été joués pour la première fois par le compositeur au Roosevelt Hotel de New York en 1926. 

## Origine
Gershwin avait originellement l'intention de composer vingt-quatre préludes, mais le nombre diminua à six lorsque joués devant public et plus tard à seulement trois lors de la publication en 1926. Les trois autres préludes furent retravaillés et publiés sous Short Story.
Chaque prélude est un bon exemple de la musique classique américaine du début du vingtième siècle influencée par le jazz.
Les pièces ont été arrangées pour plusieurs instruments solos, mais l'arrangement le plus connu reste celui pour violon et piano.

## Analyse

### 1.Allegro ben ritmato e deciso
Le premier prélude débute par un motif blues de cinq notes qui met immédiatement l'auditeur, tout comme l'interprète, dans une atmosphère jazzée. Ce motif constitue le thème principal de la pièce. Les rythmes en syncopes et les accords contenant souvent des septièmes donnent à la pièce un fort sentiment jazz. Même si ces sons ne sont plus très aventureux dans le jazz du XXIe siècle, à l'époque de la composition, en 1920, ils étaient très rares.  La structure de la pièce est celle d'un rondo ; par contre, l'impression laissée sur l'auditeur est celle d'une fantaisie. Cet effet est réussi grâce à l'utilisation de plusieurs techniques virtueuses, telles des notes répétées, des octaves, des gammes et du croisement de mains.

### 2.Andante con moto e poco rubato
Le deuxième prélude a également un fort sentiment de jazz.  La pièce commence par une mélodie triste s'aventurant au-dessus d'une basse continue.  Les harmonies et mélodies de cette pièce sont construites sur des tierces, augmentant ainsi l'effet de la septième et de la dualité majeur/mineur de la gamme blues.  Dans la deuxième partie, la tonalité, le tempo, et la matériel thématique changent. Cette section complète peut même être jouée les mains inversées. La première mélodie et la basse reviennent dans la dernière section, et la pièce termine sur une lente montée très douce.

### 3.Allegro ben ritmato e deciso
Les premiers auditeurs du troisième prélude le qualifièrent d'espagnol, alors que les auditeurs de nos jours pourraient trouver ce qualificatif d'inapproprié.  (Un peu comme le Rondo à la turque de Mozart qui était considéré comme oriental par ses contemporains ; de nos jours, il sonne viennois plus que tout autre.)  Après une brève introduction dramatique, le thème principal est révélé : deux mélodies formant une question-et-réponse.  Cette paire est utilisée tout au long de la pièce pour donner une structure harmonique, avec la question en mi bémol mineur, alors que la réponse est en mi bémol majeur.  Après une courte section centrale très syncopée, le thème revient en octave, causant un conflit entre majeur et mineur.  Majeur le remporte finalement.

## Source
- (en) Cet article est partiellement ou en totalité issu de l’article de Wikipédia en anglais intitulé « Three Preludes (Gershwin) » (voir la liste des auteurs).